# Punch e Judy
Punch e Judy sono due maschere inglesi utilizzate nei teatri dei burattini. La figura predominante è quella clownesca di Punch, derivato dal Pulcinella della commedia dell'arte italiana, prima approdato in Francia come Polichinelle e di qui giunto a Londra come Punchinello (in seguito abbreviato in "Punch"). Le scenette di Punch e Judy erano eseguite da un solo burattinaio.

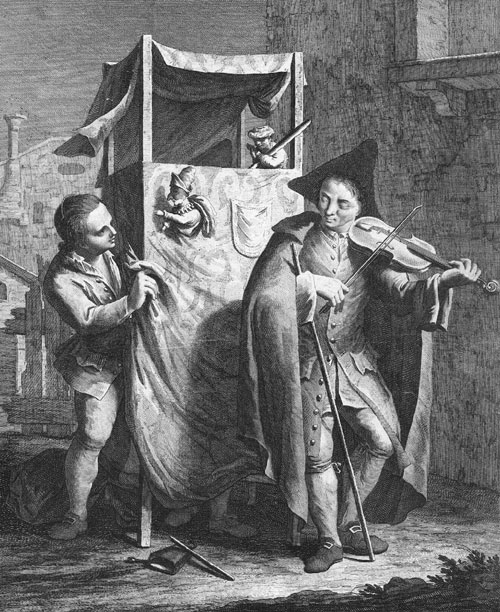
Teatro dei burattini con Punch e Judy

Punch apparve nei teatri dei burattini inglesi nel XVII secolo, ma solo nel XVIII si precisarono le sue caratteristiche: la gobba, il lungo naso adunco che quasi si unisce al mento ricurvo. Il vestito, a differenza della casacca bianca di Pulcinella, è un appariscente abito giallo e rosso da giullare.
Si caratterizzò come maschera negativa, dedito alle peggiori malefatte e sempre capace di sfuggire alla "giusta punizione" facendosi beffe delle istituzioni umane (il boia) o addirittura di forze soprannaturali (incluso Satana in persona).

## Punch e Judy nella cultura di massa
I riferimenti a Punch o alla coppia Punch e Judy nella cultura di massa sono innumerevoli. Alcuni sono elencati di seguito.

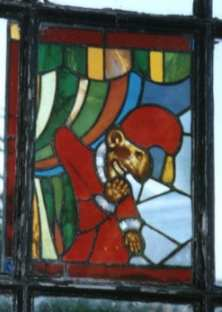
Punch in una vetrata artistica

- Dalla maschera Punch prese il nome la celebre rivista satirica inglese omonima.
- Punch and Judy è il titolo di numerosi brani musicali e album discografici, incluso un singolo dei Marillion (dall'album Fugazi), un album dei Tiger Lillies, e brani di Elliot Smith, Bitch Magnet, XTC e Lightning Seeds e degli Stranglers
- Nel romanzo Riddley Walker di Russell Hoban (1982) viene descritto un futuro antiutopico in cui le scenette di Punch e Judy sono diventate la principale forma di religione.
- Punch e Jewelee sono due super criminali dell'Universo DC che si rifanno alle due popolari maschere inglesi.
- Nella serie animata di Batman, Punch e Judy sono due assistenti del supercattivo Joker.
- Nell'anime Cowboy Bebop i conduttori del programma Big Shot si chiamano Punch e Judy.
- Ne I banditi del tempo Napoleone Bonaparte guarda uno spettacolo di Punch e Judy finché il burattinaio non viene improvvisamente ucciso da colpi d'arma da fuoco, facendo cadere entrambi i burattini e l'intero set.
- Nel film d'animazione La sirenetta durante la scena al villaggio, Ariel toglie il burattino di Punch al marionettista durante lo spettacolo mentre bastona Judy.
- Nel film Sciarada, Cary Grant e Audrey Hepburn si incontrano in un parco, dove dei bambini  guardano uno spettacolo di Punch e Judy nel quale i due burattini si prendono a bastonate.
- Nel romanzo Rivers of London[1] di Ben Aaronovitch, la leggenda di Punch e Judy ha un ruolo fondamentale per la trama.
- Ne La terra dei morti viventi di George A. Romero, durante una scena ambientata nei bassifondi poveri, vengono mostrati dei bambini che guardano un rudimentale spettacolo ispirato a Punch e Judy nel quale un burattino umano prende a bastonate un burattino zombie.
- Nel film L'amore bugiardo - Gone Girl, Amy fa trovare al marito Nick una scatola contenente le due marionette come regalo di anniversario.
- L'episodio Angelo distruttore, nella serie L'ispettore Barnaby, vede l'ispettore indagare sulla scomparsa del burattinaio, Gregory Chambers, mentre l'assassino si serve di Mr. Punch per rivelare verità scomode.
- Nel romanzo Una lama nel cuore di Winston Graham, della Saga di Poldark, i Poldark si trovano a Parigi ed Henry, la signora Kemp, Bella ed il suo romantico corteggiatore, il tenente Christopher Havergal, assistono al parco al monologo di un uomo vestito da Punch che sembrava non finire mai.
- Nella Grafic Novel La tragica commedia o la comica tragedia di Mr Punch di Neil Gaiman e Dave McKean appaiono entrambi i burattini